# 高校生の広場
『高校生の広場』（こうこうせいのひろば）は、NHK教育テレビジョンで1963年4月10日から1983年3月18日まで放送されていたテレビ番組。

## 概要
高等学校特別活動向け学校放送番組。

## 放送時間
- 1963年4月 - 1964年3月：水曜日14:00-14:20
- 1964年4月 - 1965年3月：金曜日13:40-14:00
- 1965年4月 - 1966年3月：水曜日13:40-14:00
- 1966年4月 - 1969年3月：月曜日13:40-14:00
- 1969年4月 - 1980年3月：月曜日15:15-15:35／水曜日13:00-13:20
- 1980年4月 - 1982年3月：水曜日12:55-13:15
- 1982年4月 - 1983年3月：金曜日12:20-12:40

## 出演者
- 佐藤英夫[2] 、高島多恵子
- 梶興二